# Tübinger Stift

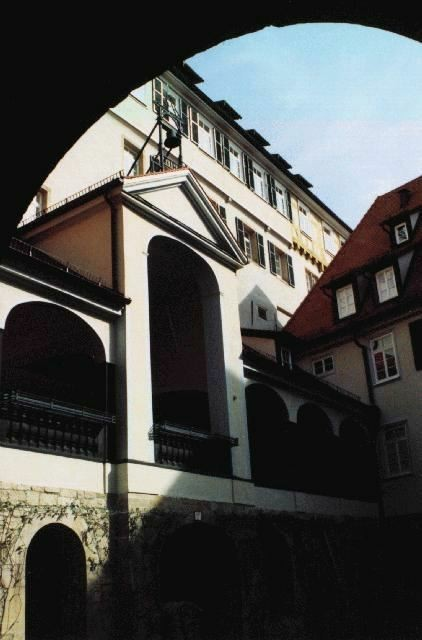
Evangelisches Stift Tübingen, w roku 1995

Tübinger Stift – uczelnia Kościoła Ewangelickiego Wirtembergii w Tybindze.
Założył ją książę Ulryk Wirtemberski w 1536, aby po reformacji kształcić przyszłych protestanckich proboszczów dla swojego kraju. Nauki były zgodne z poglądami Marcina Lutra. Tradycyjnie ogromny nacisk kładziono na filozofię i filologię. Wykształciło się tam wielu uczonych, którzy odegrali ważną rolę w kulturze i nauce niemieckiej oraz europejskiej.

## Niektórzy absolwenci
- Philipp Nicodemus Frischlin, pisarz
- Michael Mästlin, astronom
- Johann Valentin Andreae, teolog
- Karl Philipp Conz, pisarz
- Johannes Kepler, astronom
- David Friedrich Strauss, pisarz i teolog
- Friedrich Hölderlin, poeta
- Georg Wilhelm Friedrich Hegel, filozof

## Cytat
- „Wystarczy wypowiedzieć <<Instytut Tybingeński>>, by zrozumieć, czym jest w gruncie filozofia niemiecka – podstępną teologią...“ – Fryderyk Nietzsche, w: Antychryst, Paragraf 10